# Олівія Кук
Олівія Кейт Кук (англ. Olivia Kate Cooke; нар. 27 грудня 1993, Манчестер, Англія, Велика Британія) — англійська акторка.

## Життєпис
Народилася 27 грудня 1993 в Олдемі, Великий Манчестер, Велика Британія.
Її батько — офіцер поліції у відставці, зараз працює контролером з відвідування у середній школі, а мати — торговий представник у продуктовій компанії. Має на п'ять років молодшу сестру. Батьки розлучилися, коли Олівія була маленькою, мати була для них і за батька.
Займалася балетом і гімнастикою, а у вісім років почала брати участь у майстер-класах Театру Олдем у рідному місті. Вивчала драматичне мистецтво в Коледжі Олдем. Маючи акторський успіх Олівія Кук все одно сподівалась продовжити навчання та проходила прослуховування в Королівську академію драматичного мистецтва в Лондоні, але її не прийняли на навчання.

## Кар'єра
Олівія отримала першу роль у 2012. На телеканалі BBC One показали мінісеріал «Відключка», акторка виконала другорядну роль доньки головного героя. Того ж року зіграла у трьох епізодах телевізійної адаптації твору Джеймса Герберта «Таємниця Криклі-холу». Наступна поява акторки — американський серіал «Мотель Бейтсів», знятий за мотивами трилера Альфреда Гічкока «Психо». Акторка виконала роль дівчини-підлітка, яка хворіє на кістозний фіброз.
У 2014 з Олівією виходить три стрічки: фантастичний трилер «Сигнал», фільми жахів «Експеримент: Зло» та «Уїджі: Дошка Диявола». Для ролі Рейчел у комедійній драмі «Я, Ерл і та, що помирає» — сімнадцятирічної дівчини, яка хворіє на невиліковну хворобу, акторка відвідувала дитячу лікарню для хворих на рак, щоб точніше зобразити свою героїню.
У 2016 акторка виконала головні ролі незалежному фільмі «Кеті говорить „Прощавай“» та у фільмі жахів з елементами трилеру «Голем з Лаймхауса».

## Фільмографія

### Фільми
| Рік  | Назва                          | Оригінальна назва              | Роль               | Примітки                      |
| ---- | ------------------------------ | ------------------------------ | ------------------ | ----------------------------- |
| 2014 | «Сигнал»                       | The Signal                     | Гелі Пітерсон      |                               |
| 2014 | «Шкіра Рубі»                   | Ruby's Skin                    | Рубі               | короткометражка               |
| 2014 | «Експеримент: Зло»             | The Quiet Ones                 | Джейн Гарпер       |                               |
| 2014 | «Віджа: Смертельна гра»        | Ouija                          | Лейн Морріс        |                               |
| 2015 | «Я, Ерл і та, що помирає»      | Me and Earl and the Dying Girl | Рейчел             |                               |
| 2016 | «Голем з Лаймхауса»            | The Limehouse Golem            | Ліззі              |                               |
| 2016 | «Кеті говорить „Прощавай“»     | Katie Says Goodbye             | Кеті               |                               |
| 2017 |                                | Thoroughbred                   |                    |                               |
| 2018 | «Першому гравцю приготуватися» | Ready Player One               | Саманта Евелін Кук | прем'єра в Україні 29.03.2018 |
| 2018 |                                | Follow the Roses               | Енджі              | короткометражка               |
| 2018 | «Життя, яке воно є»            | Life Itself                    | Линда              |                               |
| 2019 | «Звук металу»                  | Sound of Metal                 | Лу                 |                               |
| 2020 |                                | Pixie                          | Піксі              |                               |
| 2021 |                                | Naked Singularity              | Леа                |                               |
| 2021 | «Маленька рибка»               | Little Fish                    | Емма               |                               |

### Серіали
| Рік       | Назва                   | Оригінальна назва           | Роль                      | Примітки              |
| --------- | ----------------------- | --------------------------- | ------------------------- | --------------------- |
| 2012      | «Відключка»             | Blackout                    | Мег Демойс                | мінісеріал; 3 епізоди |
| 2012      | «Таємниця Криклі-голлу» | The Secret of Crickley Hall | Ненсі Ліннет              | мінісеріал; 3 епізоди |
| 2013-2017 | «Мотель Бейтсів»        | Bates Motel                 | Емма Декоді               | 49 епізодів           |
| 2015      | «Коп із сокирою»        | Axe Cop                     | Чудовисько озера Лох-Несс | озвучення; 1 епізод   |
| 2022      | «Повільні коні»         | Slow Horses                 | Сід Бейкер                | 3 епізоди             |
| 2022      | «Дім Дракона»           | House of the Dragon         | Алісента Гайтавер         |                       |